# Pimpinella pansil
Pimpinella pansil är en flockblommig växtart som beskrevs av George Bentham och Joseph Dalton Hooker. Pimpinella pansil ingår i släktet bockrötter, och familjen flockblommiga växter. Inga underarter finns listade i Catalogue of Life.